# パンアジアボクシング協会
パンアジアボクシング協会（英: Pan Asian Boxing Association, PABA）は、世界ボクシングソサエティ（WBS）傘下のアジアとオセアニア地域を統括していたプロボクシング団体。本部は韓国・ソウル。会長はシム・ヤンソプ。
創設以来事務局長を務めていたアラン金（金基潤）は2014年1月にEPBA（Eurasia Pacific Boxing Association）を創設し、同年2月にEPBC（Eurasia Pacific Boxing Council）と改称、世界ボクシング評議会(WBC)傘下で活動した後、2017年2月よりアジアボクシング協会（WBAアジア）として活動していた。

## 概要
1995年、世界ボクシング協会（WBA）傘下として設立。同年8月5日に初めてのタイトルマッチが行われた。
JBC未承認王座である為、PABA王座に日本人選手または日本のボクシングジムに所属する外国人選手が挑戦する場合はJBCの承認を必要とするが、JBCからの離脱を決めた日本人選手や来日前でまだ日本のボクシングジムに所属する前の外国人選手であればJBCの承認を必要としない。
PABAはスーパー王座、正規王座及び暫定王座の各王座を認定しており、正規王者と暫定王者による王座統一戦が行われたケースも見られた。
タイトルマッチは12回戦で、過去には10回戦や11回戦で行われたことがある。公認グローブではスーパーウェルター級以上が10オンス、ウェルター級以下バンタム級が8オンス、スーパーフライ級以下ミニマム級が6オンス。
2007年にはWBA本部の意向を受けて、他の傘下団体に先駆けて南米諸国で多数採用されているハーフポイントシステム（0.5ポイントごとに付ける採点システム）を導入し、また2008年には女子王座を認定した。あらゆる世界のボクシング団体中でも稀なジュニア王座を2008年に創設。
日本人初のPABA王者は2013年11月19日にスーパーウェルター級正規王座を獲得した渡部あきのり（野口）で、過去には2001年6月9日に池田タカオ（フリー）がスーパーバンタム級の暫定王座決定戦に、同月15日には上間伸浩（グリーンツダ）がスーパーフライ級正規王座に、2012年12月21日には加藤壮次郎（ワタナベ）がウェルター級スーパー王座に、2013年3月19日、堤英治（三迫）がスーパーフライ級スーパー王座に挑戦しているが、いずれも王座獲得に失敗に終わった。2015年12月13日にはコブラ諏訪（ピューマ渡久地）がスーパーウェルター級正規王座を獲得し日本人として2人目のPABA王者に、西村聡美（折尾）がライトフライ級正規王座を獲得し、女子としては日本人初、日本人としては3人目のPABA王者となった。2016年4月29日には秋田隆森（Combat Workout Diamonds）がウェルター級正規王座の獲得を目指したが、王座獲得に失敗した。
日本のジム所属者であれば、2003年5月29日、フライ級正規王座を獲得（2004年4月返上）した後、2006年に来日しカシミジム所属となったロリー松下など。1989年に来日し、スラフ・ヤノフスキーというリングネームで協栄ジムに所属していたヴィアチェスラフ・ヤノフスキーは1991年3月9日、日本王座を獲得（1992年に返上）したが離日し、離日後の1996年9月7日にスーパーライト級正規王座を獲得（1997年9月3日に王座剥奪、同年引退）、1996年に来日し、同じく協栄ジムに所属していた崔鉄洙は同年4月15日のデビュー戦を勝利で飾るも離日し、離日後の1998年8月15日にフェザー級暫定王座を獲得（同月返上）している。2016年7月8日にはピューマ渡久地ジム所属のデスティノ・ジャパンがウェルター級スーパー王座に挑戦したが王座獲得に失敗している。
WBA女子世界スーパーフェザー級王者崔賢美が2008年6月26日に雲南省でチャン・ジュアンジュアンと行ったPABA女子フェザー級ジュニア王座決定戦が韓国ボクシング委員会（KBC）の公式記録に崔のデビュー戦として記載されており（この時崔は3回TKO勝ちを収め王座獲得に成功したことになっていた）、BoxRec.comでも表示されていたのだが、2011年5月に2008年6月26日のPABA女子フェザー級ジュニア王座決定戦が架空の試合だったことが発覚、崔の戦績操作を主導したシム・ヤンソプ会長は「競技を推進したが脱北選手なので、北朝鮮側が敏感に反応しているという噂があって競技を行わなかった」と新聞とのインタービューで話した。戦績操作を行われた崔は「それまで行われなかった競技が、私の戦績に包括されて心を痛めていた。一方ではさっぱりした」と話した。BoxRec.comは崔の記録から2008年6月26日のPABA女子フェザー級ジュニア王座決定戦を抹消した。
尚、WBAが2013年に創設した「WBAアジア」の本部も韓国・ソウルにあり、シム・ヤンソプが会長を務めているがPABAとは別団体。
2016年10月、シム・ヤンソプらがWBAから離脱し新団体「世界ボクシングソサエティ（World Boxing Society：WBS）」を設立すると、PABAもWBAから離れ新団体の傘下に移った。しかし、2018年にWBSともどもPABAは解散した。

## 加盟コミッション
- 2016年の団体がWBAから移管される以前のコミッション

| - アルメニア - オーストラリア - ベラルーシ - チェコ - 中華人民共和国 - 朝鮮民主主義人民共和国 - フィジー - インド - インドネシア - カザフスタン - 大韓民国 | - キルギス - マカオ - モルドバ - モンゴル - ネパール - オランダ - ニューカレドニア - ニュージーランド - パプアニューギニア - フィリピン - ルーマニア | - ロシア - サモア - タジキスタン - タヒチ - タイ王国 - トンガ - トルクメニスタン - ウクライナ - ウズベキスタン |  |

## スーパー王者
- クワンタイ・シッモーセン（ミニマム級）
- ウィサヌ・ゴーキャットジム（ライトフライ級）
- レイ・ロリト（ライトフライ級）
- デンカオセーン・カオウィチット（フライ級、スーパーフライ級）
- ドゥアンペッ・ゴーキャットジム（スーパーフライ級）
- ノラシン・ゴーキャットジム（スーパーフライ級）
- タプティムデーン・シッルアンポープン（バンタム級）
- ロリ・ガスカ（バンタム級）
- パノムルンレック・ガイヤーンハーダオジム（バンタム級）
- プーンサワット・クラティンデーンジム（スーパーバンタム級）
- テレンス・ジョン・ドヘニー（スーパーバンタム級）
- ロイ・ムクリス（スーパーフェザー級）
- ヴィタリ・デミヤネンコ（ウェルター級）
- ティーラチャイ・クラティンデーンジム（英語版）（ウェルター級）
- ダニエル・ドーソン（スーパーウェルター級）

## PABAが輩出した世界王者

### 男子
- ポンサワン・ポープラムック（ミニマム級）
- クワンタイ・シッモーセン（ミニマム級）
- パイパロープ・ゴーキャットジム（ミニマム級）
- パンヤ・プラダブスリ（ミニマム級、ライトフライ級）
- ランディ・ペタルコリン（ライトフライ級）
- デンカオセーン・カオウィチット（フライ級、スーパーフライ級）
- スタンプ・キャットニワット（フライ級）
- テーパリット・ゴーキャットジム（スーパーフライ級）
- プーンサワット・クラティンデーンジム（スーパーバンタム級）
- ヨーダムロン・シンワンチャー（スーパーバンタム級）
- ソムサック・シンチャチャワン（スーパーバンタム級）
- テレンス・ジョン・ドヘニー（スーパーバンタム級）
- クリス・ジョン（フェザー級）
- ラクバ・シン（スーパーフェザー級、ライト級）
- サム・ソリマン（ミドル級）
- アンソニー・ムンディン（スーパーミドル級、ウェルター級）
- ジェフ・ホーン（ウェルター級）
- ダニー・グリーン（スーパーミドル級、ライトヘビー級）
- ベイブット・シュメノフ（ライトヘビー級、クルーザー級）
- フィラット・アルスラン（クルーザー級）
- グリゴリー・ドロスト（クルーザー級）
- オレグ・マスカエフ（ヘビー級）
- ニコライ・ワルーエフ（ヘビー級）
- ルスラン・チャガエフ（ヘビー級）
- ジョセフ・パーカー（ヘビー級）

### 女子
- ノンムアイ・ゴーキャットジム（ライトフライ級）
- ウサナコン・ゴーキャットジム（スーパーフライ級、バンタム級）
- 高麗君（フェザー級）
- 金孝玟（スーパーフェザー級）
- ダイアナ・プラザック（スーパーフェザー級）
- エリン・マクガワン（ライト級）